# Riksdaler

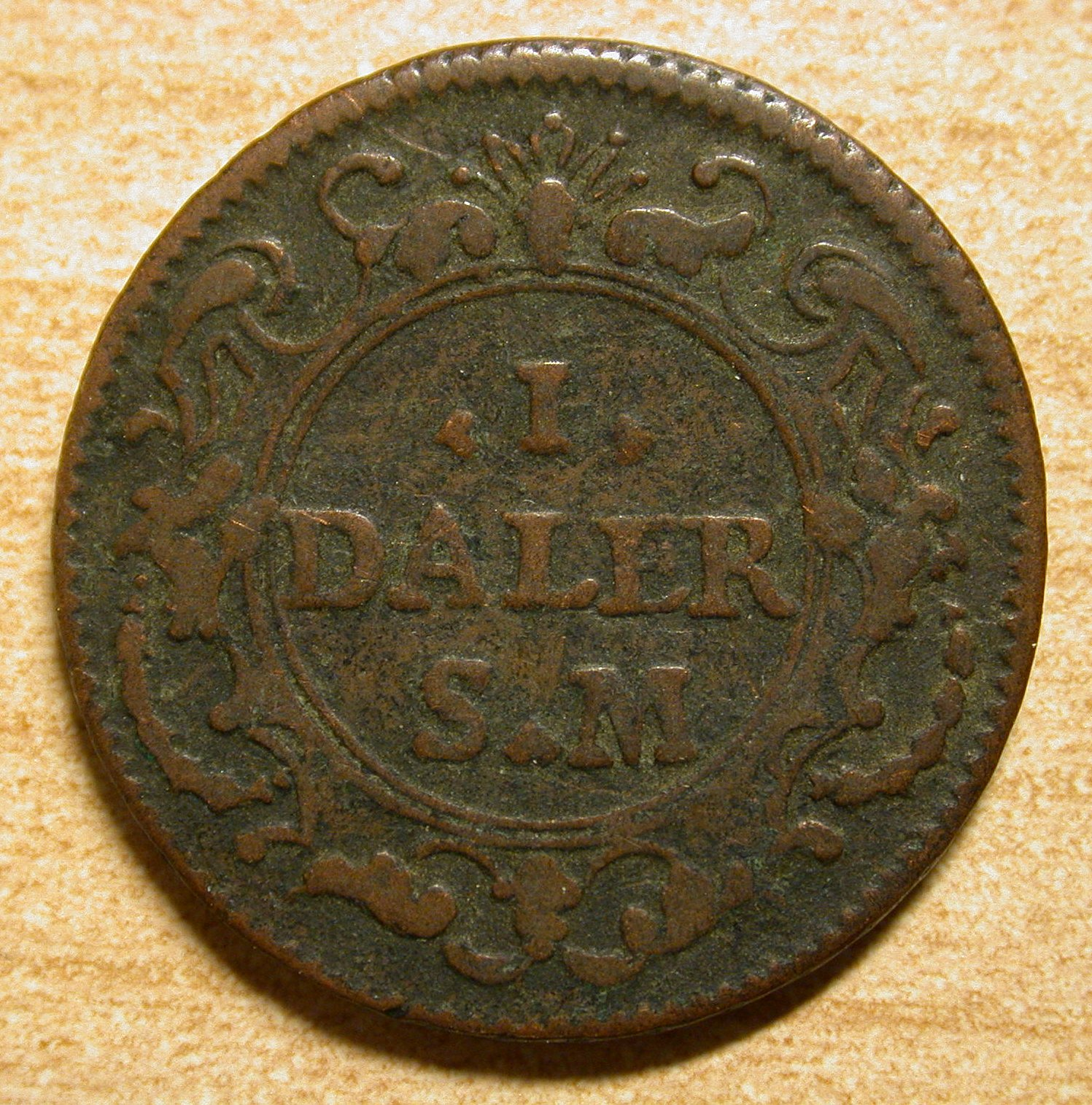
Daler S.M. z 1719 roku

Riksdaler – talar szwedzki wprowadzony w 1534 roku pod nazwą daler, a od 1604 roku bity pod nazwą riksdaler. W latach 1777–1873 był podstawową walutą Szwecji. Także dzisiaj nazwa ta potocznie oznacza koronę szwedzką.
W polskiej literaturze można spotkać się z nazwą rixtalar.

## Historia

### System monetarny oparty na fenigu
Pierwszy szwedzki odpowiednik talara wprowadzony został w 1534 roku pod nazwą dalera. Daler zastąpił wprowadzonego w 1523 roku srebrnego guldena. Ważył 29.44 gramów i zawierał 28.06 gramów czystego srebra. Wybito także monety półtalarowe i ćwierćtalarowe. Daler początkowo miał być używany do rozliczeń międzynarodowych, a jego wartość wynosiła 3 marki, 24 öre lub 144 fenigi. Od 1560 roku daler liczył 4 marki, 32 öre lub 192 fenigi, co przy stałej zawartości srebra w jednym dalerze oznaczało znaczną dewaluację marki. W 1604 roku szwedzki talar przyjął nazwę riksdalera (wzorując się na powszechnie używanym na terenie Niemiec Reichstalerze). W 1625 roku wartość riksdalera wrosła do 6 marek z powodu obniżenia wartości marki - ówczesnej szwedzkiej waluty podstawowej równej 8 öre lub 48 fenigów. 
Począwszy od roku 1624 dalery były bite nie tylko w srebrze, ale również i w miedzi. Z powodu znacznie niższej ceny miedzi miedziane talary miały postać dużej kwadratowej płyty (skąd znane były pod nazwą plåtmynt) ważącej niekiedy kilka kilogramów (10-talarówka miedziana ważyła 20 kilogramów). Tego typu ogromne monety były w obiegu do 1776 roku. By łatwiej było korzystać z miedzianych talarów często wybijano miedziane żetony o średnicy 23 mm. Z biegiem czasu cena srebra rosła w stosunku do ceny miedzi, co spowodowało, że srebrny daler (lub liczony w srebrze daler obrachunkowy zwany riksdaler riksmynt) stawał się coraz bardziej wartościową monetą w stosunku do miedzianego dalera, dochodząc do sytuacji, w której srebrny daler wart był 3 miedziane dalery. Z powodu spadku wartości miedzianych pieniędzy, monety miedziane oznaczano symbolem K.M. lub KMT, natomiast srebrne symbolem S.M. lub SMT. Sam riksdaler riksmynt był jednostką obrachunkową liczącą 4 marki i zawierając w 1664 roku jedynie 14.4456 gramów czystego srebra był wart tylko połowę dawnego rzeczywistego talara srebrnego. W 1664 roku rzeczywisty talar szwedzki był równy 13/8 talara obrachunkowego (riksdalera riksmynt) i zawierał 23.4741 gramów srebra. Dalsza dewaluacja sprawiła, że talar obrachunkowy (lud daler SM = riksdaler riksmynt) w 1718 roku zawierał już tylko 9.2 gramów srebra.
Szwecja była pierwszym państwem w Europie, który wyemitował pieniądz papierowy. Stało się to w 1661 roku, kiedy to założony w 1658 roku Bank Szwedzki rozpoczął emisję banknotów w celu redukcji zapotrzebowania na płytowe monety z miedzi. Banknoty z powodu nadprodukcji znacznie straciły na wartości, jednak w dużym stopniu złagodziły narastający problem związany z miedzianym pieniądzem. Pierwsza emisja szwedzkich banknotów zakończyła się w 1667 roku. W 1681 roku srebrny daler uległ denominacji, na skutek której riksdaler był wart tyle co 2 srebrne dalery. W 1712 roku doszło do dalszej denominacji dalera, po której riksdaler miał wartość trzech srebrnych dalerów. W 1752 roku podniesiono wartość marki szwedzkiej, toteż zawartość srebra w 4 markach (czyli w talarze obrachunkowym) wzrosła do blisko 14 gramów.

### Riksdaler jako podstawa systemu monetarnego
W 1776 roku wprowadzony został w Szwecji nowy system monetarny, który zaczął obowiązywać z początkiem 1777 roku. Nowy system opierał się na riksdalerze, który dzielił się na 48 szylingów (skilling - wart 2 stare öre). Każdy szyling dzielił się na 16 runstyków (runstycken). Wartość miedzianych monet z poprzedniego systemu została pomniejszona o połowę, a wartość nominalną zachowały jedynie najnowsze srebrne monety. Nowy riksdaler ważył teraz 29,32 gramy i zawierał 25,655 gramów czystego srebra. Bito także dalery SM, czyli talary o mniejszej zawartości srebra odpowiadające dotychczasowym talarom obrachunkowym (riksdaler riksmynt), równe 4 markom lub 32 öre. Rikdaler miał wartość 3 dalerów SM lub 9 dalerów KM (czyli talarów miedzianych). Od 1798 roku obowiązywał system, w którym riksdaler species (pełny talar szwedzki) równy był 48 szylingom liczonym po 12 runstyków (runstycken lub rundstycken), czyli 576 runstyków.
Nowa waluta emitowana była w postaci banknotów (pieniądz fiducjarny) oraz srebrnych i miedzianych monet. Na początku banknoty emitować mógł tylko bank Riksens Ständers Wexel-Banco (bank ówczesnego parlamentu szwedzkiego zwanego Ståndsriksdagen). W 1789 roku z inicjatywy parlamentu powstał Riksgäldskontoret, czyli państwowy urząd finansowy, który także otrzymał prawa do emitowania banknotów. W srebrze bito riksdaler specie, natomiast jako banknoty emitowane były riksdaler banco (przez bank) oraz riksdaler riksgälds  (przez Riksgäldskontoret). Zarówno bank jak i nowy urząd zajmowały się także emisją monet miedzianych.
Riksdaler specie zabezpieczony był przed spadkiem wartości stałą ilością srebra w monecie, jednak banknoty nie uniknęły dewaluacji związanej z ich nadmierną emisją. W 1803 roku oba papierowe pieniądze związane były relacją riksdaler banco = 1½ riksdaler riksgälds. W 1830 roku obowiązywała już relacja 1 riksdaler specie = 2⅔ riksdaler banco = 4 riksdaler riksgälds. Emitowane przez Riksens Ständers Wexel-Banco miedziane monety dewaluowały się w tym samym tempie, co bankowe banknoty, dlatego w 1830 roku riksdaler specie wart był 128 emitowanych przez bank szylingów. W 1834 roku stało się to podstawą nowego podziału, w którym riksdaler specie liczył 128 szylingów bankowych (skilling banco).

### System dziesiętny
W 1855 roku miały miejsce dwie reformy - wprowadzenie nowej waluty o nazwie riksdaler riksmynt i przejście na system dziesiętny. Według nowego systemu riksdaler specie był równy 4 riksdalerom riksmynt, a riksdaler riksmynt dzielił się na 100 öre. Riksdaler specie ważył około 34 gramy i przy 12-łutowej próbie zawierał około 25.5 gramów czystego srebra. Riksdaler riksmynt zajął miejsce dalera SM.
Skandynawska Unia Monetarna w 1873 roku zastąpiła riksdalera riksmynt koroną, która stała się wspólną walutą skandynawską. Nowo wprowadzona korona miała wartość 1/2 duńskiego rigsdalera, 1/4 norweskiego speciedalera i 1 szwedzkiego riksdalera riksmynt.

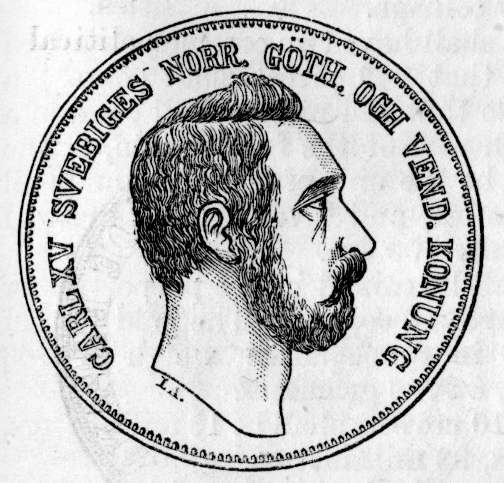
Moneta wartości 4 riksdalerów z 1870 roku

Po reformie moneta 25 öre znana była pod nazwą tolvskilling (co oznaczało 12 szylingów) - nazwa ta utrzymywała się przez większość XX wieku. Przyczyną powstania tej nazwy był fakt, że 25 öre = ¼ korony (po 1873) = ¼ riksdaler riksmynt (1855-1873) = ¼ riksdaler riksgälds (do 1855) = 12 skilling riksgälds. Wcześniej nigdy nie istniała moneta dwunastoszylingowa. Od momentu, gdy 1 riksdaler riksgälds = ¼ riksdaler specie (moneta bita w srebrze), 12 skilling riksgälds = 1⁄16 riksdaler specie = 3 skilling specie (szylingi bite w srebrze). Do 1855 roku bito ze srebra monety 3-szylingowe (skilling specie), równe 1/16 riksdaler specie. Choć ta srebrna moneta trzyszylingowa miała wartość 12 skilling riksgälds, nie ma pewności, czy już wtedy pojawiła się tak popularna później w Szwecji nazwa tolvskilling.

## Monety
W latach 70. XVIII wieku, przed wprowadzeniem nowej waluty, emitowane były miedziane monety o nominale 1 öre K.M. oraz srebrne o nominale 1, 2, 4, 8 i 16 öre S.M., 1 i 2 dalery S.M. oraz 1 riksdaler.
Po reformie w 1777 roku emitowano srebrne monety o nominale 1⁄24, 1⁄12, 1⁄6, ⅓, ⅔ oraz 1 riksdalera. Riksgäldscontoret emitował w latach 1799–1802 drobne monety (pollet) wartości ¼ i ½ szylinga, natomiast po 1802 roku Riksens Ständers Wexel-Banco emitował drobne monety o nominale 1⁄12, ¼, ½ i 1 szylinga.
W 1830 roku, po ustaleniu relacji między ceną miedzi a ceną srebra oraz różnych pieniędzy papierowych, wprowadzone zostały miedziane monety wartości 1/6 szylinga oraz nowe monety srebrne o nominale 1⁄12, ⅛, ¼ i ½ riksdalera. Nowe srebrne monety bito ze stopu srebra próby 0.750. Zaprzestano natomiast produkcji monet o nominale 1⁄12 szylinga, 1⁄24, 1⁄6 i ⅓ riksdalera.
W 1835 roku zaczęto bić miedziane monety wartości 1⁄6, ⅓, ⅔, 1 i 2 szylingów bankowych (skilling banco) oraz srebrną monetę wartości 1/16 riksdalera. Zaprzestano natomiast bicia monet wartości 1/12 riksdalera. W latach 1849–1855 bito miedziane monety 4-szylingowe, a w latach 1851–1853 srebrne monety o nominale 1/32 riksdalera (czyli także równe 4 szylingom).
Reformy przeprowadzone w 1855 roku wprowadziły monety bite z brązu o nominale ½, 1, 2 i 5 öre, oraz monety srebrne o nominale 10, 25 i 50 öre, 1 i 2 riksdalerów riksmynt i 1 riksdalera specie. Srebrne monety bito ze stopu srebra próby 0.750, więc najmniejsze monety wartości 10 öre ważyły tylko 0.85 grama.

## Banknoty
W latach 1661–1667 bank sztokholmski emitował banknoty o szerokim zakresie nominałów - wartości od 50 do 1000 riksdalerów specie, od 50 do 1000 srebrnych dalerów oraz od 12½ do 1000 miedzianych dalerów. Produkcję papierowych pieniędzy wznowiono w 1701 roku - początkowo emitowane były przez Kongliga Ständers Wexel-Banco, a potem przez Riksens Ständers Wexel-Banco. Na wielu spośród tych banknotów wartość była wypisana ręcznie, natomiast drukowane nominały wynosiły 6, 9, 12, 24 i 36 miedzianych dalerów (dalery KMT).
W 1777 roku wprowadzono banknoty o nominałach 2 i 3 riksdalerów, jednak do 1836 roku wciąż wydawano banknoty o nominałach pisanych ręcznie. W 1802 roku rozpoczęto emisję banknotów o małej wartości - 8, 12 i 16 szylingów. W 1803 roku wprowadzono w obieg banknoty 10 i 14 szylingowe.
Riksgäldskontoret wprowadził banknoty z ręcznie wypisanym nominałem w 1790 roku. W 1791 roku wydał banknoty z drukowanym nominałem 12, 16 i 24 szylingowe oraz wartości 1, 2 i 5 riksdalerów. W 1816 roku urząd wyemitował banknoty o wartości 10, 50 i 100 riksdalerów. W roku 1834 Riksgäldskontoret zaprzestał emisji banknotów.
Od 1834 roku Riksens Ständers Wexel-Banco emitował banknoty o nominale 8, 12 i 16 szylingów bankowych (skilling banco) oraz o wartości 2 i 3 riksdalerów bankowych (riksdaler banco).  Papierowe szylingi bankowe emitowano do 1849 roku, natomiast papierowe riksdalery bankowe tylko do 1836 roku.
Między rokiem 1835 a 1836 Riksens Ständers Wexel-Banco rozpoczął emisję banknotów o nominale 32 szylingów bankowych (skilling banco), 2, 6⅔, 10, 16⅔, 33⅓, 100 i 500 riksdalerów bankowych (riksdaler banco). Emitowano również banknoty o nominałach wyrażonych w riksdalerach riksgälds (1, 3, 10, 15, 25, 50, 150 i 750) oraz riksdalerach specie (¼, ¾, 2½, 3¾, 6½, 12½, 37½ i 187½). Ostatnie z tych banknotów weszły do obiegu w 1857 roku.
Od roku 1858 Riksens Ständers Wexel-Banco emitował banknoty o nominałach 1, 5, 10, 50, 100, 500 i 1000 riksdalerów riksmynt. W 1869 roku produkcję tych banknotów przejął Sveriges Riksbank, który emitował te banknoty do roku 1873.

## Zawartość srebra
O wartości srebrnej monety w stosunku do innych srebrnych monet krajowych czy zagranicznych decydowała zawartość czystego kruszcu. Niekiedy władcy usiłowali narzucać sztywny kurs między różnymi rodzajami monet, jednak z biegiem czasu o relacjach między monetami zawsze decydowała zawartość srebra.
Stosunek wartości monet srebrnych do monet bitych ze złota lub miedzi był bardziej skomplikowany, gdyż obok zawartości czystego kruszcu decydowała także relacja cen między różnymi metalami, która była różna w różnych krajach, a ponadto zmienna w czasie.

### Riksdaler
Zawartość czystego srebra w gramach w talarze szwedzkim.
| Rok  | Srebro  |
| ---- | ------- |
| 1534 | 28.06   |
| 1624 | 27.84   |
| 1664 | 23.4741 |
| 1776 | 25.655  |
| 1855 | 25.5    |

### Riksdaler riksmynt
Zawartość czystego srebra w gramach w talarze obrachunkowym (riksdaler riskmynt) lub srebrnym dalerze (daler SM lub daler silvermynt).
| Rok  | Srebro  |
| ---- | ------- |
| 1624 | 18.56   |
| 1664 | 14.4456 |
| 1718 | 9.2     |
| 1752 | 14      |
| 1776 | 8.5517  |
| 1855 | 6.375   |

## Literatura
- Chester L. Krause i Clifford Mishler (1978), Standard Catalog of World Coins: 1979 Edition, Colin R. Bruce II (senior editor), 5th ed., Krause Publications. ISBN 0-87341-020-3.
- Chester L. Krause i Clifford Mishler (1991), Standard Catalog of World Coins: 1801-1991, 18th ed., Krause Publications. ISBN 0-87341-150-1.
- Albert Pick (1994), Standard Catalog of World Paper Money: General Issues, Colin R. Bruce II and Neil Shafer (editors), 7th ed., Krause Publications. ISBN 0-87341-207-9.
- Zbigniew Żabiński, Rozwój systemów pieniężnych w Europie zachodniej i północnej, Zakład Narodowy Imienia Ossolińskich - Wydawnictwo, Wrocław 1989, ISBN 83-04-02992-8